# Johann Caspar Pfenninger

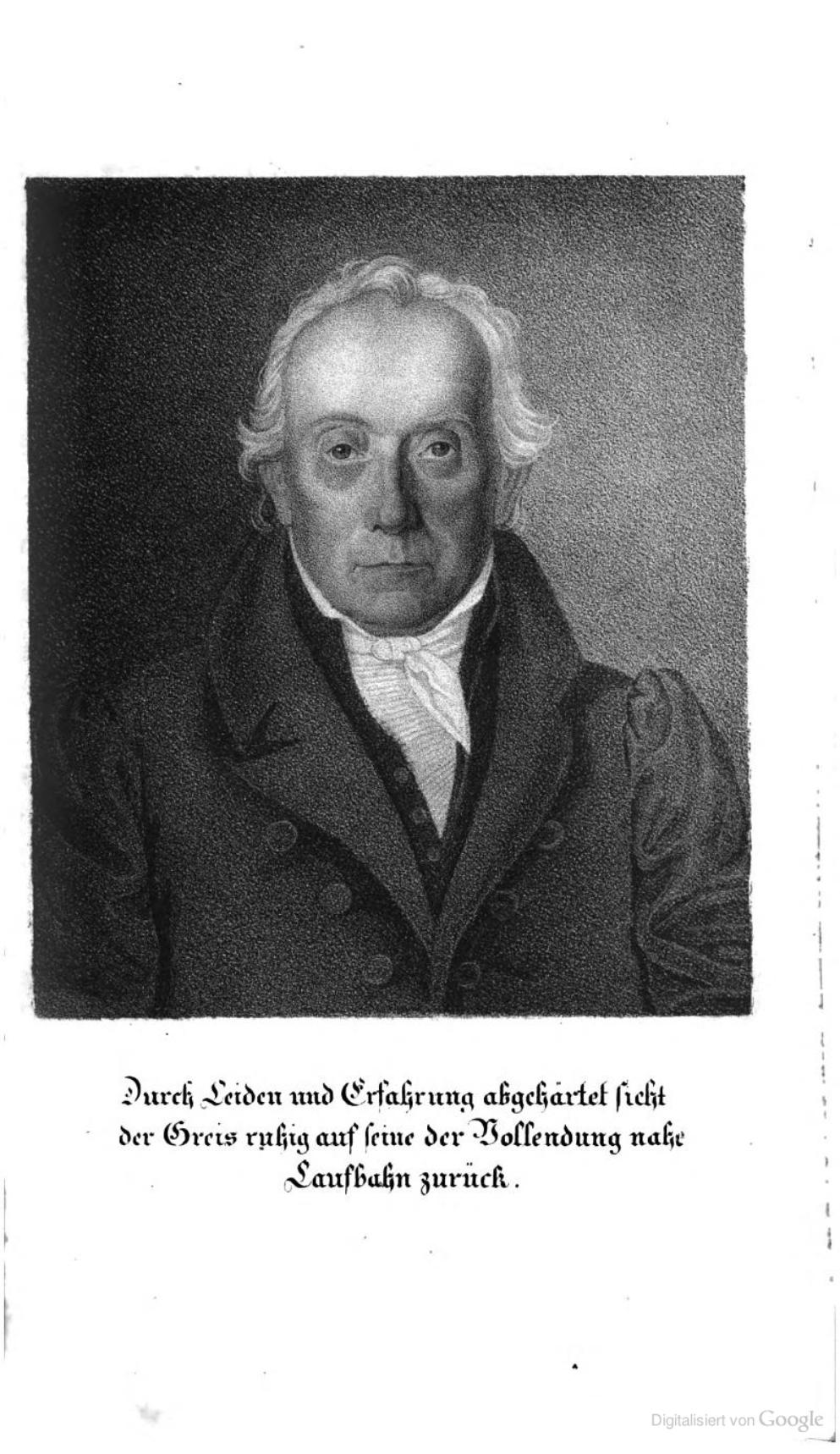
Johann Caspar Pfenninger (1760–1838)

Johann Caspar Pfenninger (* 23. September 1760 in Stäfa; † 1. Februar 1838 ebenda) war ein Schweizer Arzt, Vorkämpfer für die Gleichberechtigung der Zürcher Landschaft, Staatsmann und Politiker.
Pfenninger war Landarzt in Stäfa, als er sich nach dem Ausbruch der französischen Revolution begann für die politische Gleichberechtigung der Zürcher Landschaft mit der Stadt einzusetzen. 1794 war er Mitinitiator des Stäfner Memorials und wurde deshalb für vier Jahre des Landes verwiesen. 1798 wurde er begnadigt und in der Helvetischen Republik zum Regierungsstatthalter des Kantons Zürich ernannt. Nach seinem Rücktritt 1800 wurde er 1801 in die Tagsatzung und den Senat der Helvetischen Republik gewählt. 1802/03 vertrat er Zürich an der Helvetischen Consulta. Bis zu seinem Tod blieb er als Vertreter der Liberalen in der Regierung des Kantons Zürich. 1830/31 war er Mitglied der Verfassungskommission.

## Werke
- Lebensgeschichte des Joh. Kaspar Pfenninger, von Stäfa, Arzt u. d. Z. Regierungsrath des Kantons Zürich. Zürich 1835. (Digitalisat bei Google Books).